# Marieke van den Ham
Marieke van den Ham (Wierden, 21 de janeiro de 1983) é uma jogadora de polo aquático holandesa, campeã olímpica.

## Carreira
Marieke van den Ham fez parte do elenco medalha de ouro de Pequim 2008.